# Friday the 13th: The Final Chapter
Friday the 13th: The Final Chapter is een Amerikaanse slasher-film uit 1984 onder regie van Joseph Zito. De film is het vierde deel uit de Friday the 13th-reeks.

## Verhaal
De politie is nog druk bezig met het opruimen van de chaos die seriemoordenaar Jason Voorhees heeft aangericht in Friday the 13th Part III. Nadat het lichaam van Jason naar het mortuarium is gebracht, blijkt hij nog te leven. Terwijl hij onderzocht wordt, wordt Jason wakker en vermoordt de schouwarts en zuster. Hierna keert hij onmiddellijk terug naar Crystal Lake.
Paul, Sam, Sara, Doug, Ted en Jimmy zijn een groep vrienden die een huisje huren in Crystal Lake. Ze weigeren een lifter mee te nemen, die niet veel later een mes door haar keel gestoken krijgt door Jason. Eenmaal bij het huisje ontmoeten de groep vrienden hun buren Trish en haar broertje Tommy. De volgende dag raken ze bevriend met de tweeling Tina en Terri. Ze besluiten met zijn allen te gaan naaktzwemmen in Crystal Point.
Die avond wordt Trish uitgenodigd voor een feest. Eenmaal onderweg krijgt ze autopech. Een mysterieuze wandelaar genaamd Rob helpt haar. Ze is hem dankbaar en raakt al snel met hem bevriend. Terwijl zij zich niet veel later afvraagt waar haar moeder is, begint Jason de tieners een voor een af te slachten.
Rob onthult dat hij is teruggekeerd naar Crystal Lake om de dood van zijn zus Sandra (vermoord in deel 2) te wreken. Hij gaat met Trish naar het huisje van de tieners, terwijl Tommy alleen wordt achtergelaten in het andere huisje. Hij leidt Jason lang genoeg af, waardoor Trish de mogelijkheid heeft de moordenaar aan te vallen met een kapmes. Ze mist hem echter, maar slaat wel zijn hockeymasker eraf. Voor het eerst wordt Jasons verminkte gezicht onthuld.
Trish schrikt en laat het mes vallen. Tommy pakt deze op en valt Jason ermee aan. Jason valt neer op de grond, met het kapmes in zijn hoofd. Hij beweegt echter nog, waardoor Tommy hem meerdere keren steekt. Aan het einde van de film ontmoeten Trish en Tommy elkaar in het ziekenhuis. Tommy's ogen blijken echter bezeten te zijn. Dit geeft aan dat hij waarschijnlijk de moordenaar in de toekomst zal zijn.

## Rolbezetting
| Acteur           | Personage                  |
| ---------------- | -------------------------- |
| Ted White        | Jason Voorhees (onvermeld) |
| Kimberly Beck    | Trisha 'Trish' Jarvis      |
| Erich Anderson   | Rob Dier                   |
| Corey Feldman    | Tommy Jarvis               |
| Joan Freeman     | Mevrouw Jarvis             |
| Barbara Howard   | Sara                       |
| Peter Barton     | Doug                       |
| Lawrence Monoson | Ted                        |
| Crispin Glover   | Jimmy                      |
| Clyde Hayes      | Paul                       |
| Judie Aronson    | Samantha                   |
| Camilla More     | Tina                       |
| Carey More       | Terri                      |
| Bruce Mahler     | Axel (schouwarts)          |
| Lisa Freeman     | Zuster Morgan              |

## Trivia
- Acteur Ted White, de vertolker van Jason Voorhees, weigerde achter de schermen te communiceren met de andere acteurs. Hij dacht dat dit hun angst voor Jason kon beïnvloeden.
- White vertelde dat hij de rol enkel speelde voor het geld. In latere interviews over de film liet hij regelmatig blijken dat hij er neerbuigend over dacht.
- Peter Barton, die Doug speelde, was bang toen zijn doodsscène werd opgenomen.
- Tijdens de opnames werd actrice Kimberly Beck gestalkt door een man die haar achtervolgde en vreemde telefoontjes pleegde. Toen de film eenmaal was uitgebracht, hield hij ermee op.
- Friday the 13th: The Final Chapter werd gefilmd in een ijskoude nacht in december op een meer, actrice Judie Aronson moest een scence spelen in dit meer. ze kreeg het zo koud van het water dat ze begon te huilen. Haar tegenspeler Ted White kreeg zo’n medelijden met haar dat hij eiste van de regisseur dat hij er iets aan deed. In deze opname kreeg ze last van hypothermie.